# Esenboğa
Esenboğa ist eine Kleinstadt im Landkreis Çubuk der türkischen Provinz Ankara. Esenboğa liegt etwa 26 km nordöstlich der Provinzhauptstadt Ankara und 21 km südlich von Çubuk. Esenboğa hatte laut der letzten Volkszählung 1597 Einwohner (Stand Ende Dezember 2010). Esenboğa wurde nach İsen Buga, einem Kommandeur Timurs in der Schlacht bei Ankara, benannt. İsen Buga ist alttürkisch und bedeutet Der lebendige Stier.

## Geographie
An Esenboğa grenzen die Ortschaften Sünlü und Yazır im Norden, die zum Landkreis Akyurt gehörende Ortschaft Büğdüz im Osten, die zum Landkreis Akyurt gehörende Ortschaft Güzelhisar im Süden, die zum Landkreis Keçiören gehörende Ortschaft Kurusarı im Südwesten sowie Karaköy, Karşıyaka und Kutuören im Nordwesten. Der gleichnamige Flughafen Ankara-Esenboğa liegt im Stadtgebiet von Esenboğa.

### Stadtgliederung
Das Verwaltungsgebiet von Esenboğa Belediyesi gliedert sich in acht Stadtteile (Mahalle), Dumlupınar Mahallesi, Esenboğa Merkez Mahallesi, Güldarbı Mahallesi, İkipınar Mahallesi, Kızılca Mahallesi, Kutuören Mahallesi, Melikşah Mahallesi und Yenice Mahallesi, die jeweils von einem Muhtar verwaltet werden.